# Brit Van Hoof
Brit Van Hoof (1986) is een Vlaamse actrice.

## Loopbaan
Brit Van Hoof groeide op in Antwerpen en volgde haar opleiding aan het Herman Teirlinck Instituut, waar ze afstudeerde als Master in het Drama. Tijdens haar studies legde ze een sterke focus op theater en zang, waarmee ze ervaring opdeed in muziektheaterproducties en samenwerkingen met gezelschappen zoals Froe Froe. 
Van Hoof maakte haar filmdebuut met een hoofdrol in de kortfilm Venus vs. Me (2010) van Nathalie Teirlinck. De film werd geselecteerd voor verschillende internationale festivals en bekroond met meerdere prijzen, waaronder op de Berlinale.
Nadien verscheen ze in diverse kortfilms en televisiereeksen, waaronder Vermist en De Ridder. In 2014 vertolkte ze de rol van Cindy Simons in de langspeelfilm De Behandeling, geregisseerd door Hans Herbots en gebaseerd op de thriller van Mo Hayder. Voor deze rol werd ze genomineerd voor een Ensor.
Later speelde ze in onder meer D’Ardennen (2015) van Robin Pront en Belgica (2016) van Felix Van Groeningen. 
Datzelfde jaar maakte ze samen met Phedra Vandenberghe de kindervoorstelling STUK (6+).
Op televisie had ze in 2016 een ensemblerol in Cordon II, geregisseerd door Eshref Reybrouck.
In 2017 vertolkte ze opnieuw een hoofdrol, ditmaal als Eva in Vele hemels boven de zevende, het regiedebuut van Jan Matthys en de verfilming van de gelijknamige roman van Griet Op de Beeck.
Daarnaast schreef ze mee het scenario en speelde ze in de kortfilm To Love or Let Go (2018), geregisseerd door Julie Goedgezelschap.
Meer recent vertolkt ze de rol van jurylid Jo Valkeniers in het derde seizoen van De Twaalf (2026), naar een idee van Bert Van Dael en Sanne Nuyens.
Naast haar werk als actrice hecht Van Hoof belang aan maatschappelijke betrokkenheid. Vanuit haar artistieke achtergrond zet zij dramamethodieken in om jongeren te begeleiden en te coachen in het versterken van veerkracht en zelfvertrouwen. Daarbij richt ze zich op jongeren die intensief of op professioneel niveau actief zijn in de podiumkunsten en daardoor vaak onder hoge verwachtingen en prestatiedruk staan.

## Filmografie
- 2012 - Mixed Kebab van Guy Lee Thys als chirurg
- 2012 - Brasserie Romantiek van Joël Vanhoebrouck als vriendin van norse man
- 2014 - De behandeling van Hans Herbots als Cindy Simons
- 2015 - D’Ardennen van Robin Pront als Cindy
- 2016 - Belgica van Felix Van Groeningen als Grietje
- 2017 - Vele hemels boven de zevende van Jan Matthys als Eva

## Televisieseries
- 2011 - Vermist als Angela Van Poucke
- 2013 - Connie & Clyde van Guy Goossens naar een scenario van Malin-Sarah Gozin (gastrol)
- 2015 - Vossenstreken als Annabel
- 2015 - De Ridder als Aleksandra Arbanas
- 2016 - Cordon als Gabriëla